# Queen + Пол Роджерс
Queen + Пол Роджерс (іноді називається як Q+PR або QPR) — співпраця між рок-гуртом «Queen» (Браян Мей і Роджер Тейлор) і вокалістом Полом Роджерсом, який раніше входив до гуртів «Bad Company», «The Firm» і «The Law». До цієї співпраці гітарист Мей неодноразово виступав з Роджерсом, зокрема в Королівському Альберт-Холі.
Оскільки було зрозуміло, що Роджерс не замінить колишнього вокаліста «Queen» Фредді Мерк'юрі, який помер 24 листопада 1991 року, його просто «представили» з колишніми членами «Queen». Колишній бас-гітарист «Queen» Джон Дікон відмовився від участі у цій співпраці через вихід на пенсію у 1997 році. До трьох основних членів проєкту «Queen + Пол Роджерс» — Мея, Тейлора і Роджерса на гастролях приєдналися колишній гастролюючий клавішник «Queen» Спайк Едні, ритм-гітарист Джеймі Мозес і бас-гітарист Денні Міранда, який раніше працював з гуртом «Blue Öyster Cult». Впродовж своєї кар'єри «Queen + Пол Роджерс» провів два світових тури, випустив перший за останні 13 років студійний альбом «Queen» «The Cosmos Rocks» й випустив два концертних альбоми та три концертних DVD.
У травні 2009 року Роджерс оголосив, що співпраця «Queen + Пол Роджерс» підійшла до завершення, сказавши, що «ніколи не малося на меті, що це буде постійною угодою». Однак він залишив відкритою можливість для подальшої співпраці. Після цієї співпраці була ще одна співпраця, цього разу з Адамом Ламбертом «Queen + Адам Ламберт».

## Початок (2004)
Витоки співпраці почалися з гри Мея на концерті Fender Strat Pack у 2004 році. Як вже робив багато разів раніше (але до цього нічого не відбувалося, настільки «Queen» були зайняті), він приєднався до Роджерса для виконання класичної пісні гурту «Free», «All Right Now». Після цього Мей заговорив про взаєморозуміння між ними. Тоді Мей запроси Роджерса зіграти з «Queen» на їхньому включенні до британської музичної зали слави, де вони зіграли «We Will Rock You», «We Are the Champions» і «All Right Now». Знову посилаючись на нові емоції від Роджерса, тріо оголосило про своє світове турне у 2005 році.

## Return of the Champions Tour(2005—2006)
Перший публічний виступ гурту відбувся на концерті 46664 в Південній Африці в березні 2005 року на підтримку кампанії Нельсона Мандели з підвищення обізнаності про СНІД. Тур почався належним чином з концерту на майданчику Brixton Academy в Лондоні, квитки продавалися переважно членам офіційного фан-клубу «Queen». Навесні 2005 року було турне Європою, з датами на таких майданчиках, як Wembley Pavilion, Cardiff International Arena і Le Zénith у Франції. Були призначені дати на чотирьох відкритих стадіонах: вперше в Португалії на стадіоні Restelo (30 000 глядачів), на Rhein-Energie в Кельні, Німеччина (27 500 глядачів), Gelredome в Арнемі, Нідерланди (25 000 глядачів) і в Гайд-парку у Великій Британії (65 000 глядачів) влітку 2005 року.
Концерт на стадіоні Restelo відбувся 2 липня 2005 року. Концерт проєкту «Queen + Пол Роджерс» планувався як один з етапів Live 8, але про це було повідомлено тільки перед виконанням пісні «'39». Дві пісні було присвячено Live 8. «Say It's Not True», пісня Тейлора про боротьбу Нельсона Мандели з ВІЛ/СНІДом в Африці, була представлена ним в Лісабоні зі словами: «це пісня Нельсона Манделу і ВІЛ/СНІД у Африці, особливо сьогодні на дні „Live 8“. Це пісня для Лісабона». Після цієї пісні Мей присвятив «'39» Бобу Гелдофу і представив пісню словами: «Оля Лісабон! Я хотів би віддати честь усім нашим товаришам і друзям, які роблять таку чудову роботу і намагаються, щоб діти в усьому світі більше не голодували; давайте зробимо великий шум для Боба Гелдофа і „Live 8“».
Концерт в Гайд-парку відбувся 15 липня 2005 року. Гурт і керівництво роздали тисячі безкоштовних квитків співробітникам екстрених служб за допомогу в ліквідації наслідків вибухів у Лондоні 7 липня 2005 року, внаслідок чого концерт було відкладено на тиждень. Британський комік Пітер Кей, який також виступав на біс на їхьому концерті в Манчестері в травні того ж року, розігрівав натовп, а гурт «Razorlight» виступив на розігріві. На концерті були присутні близько 65 000 чоловік, «Queen + Пол Роджерс» виступали більше 2 годин.

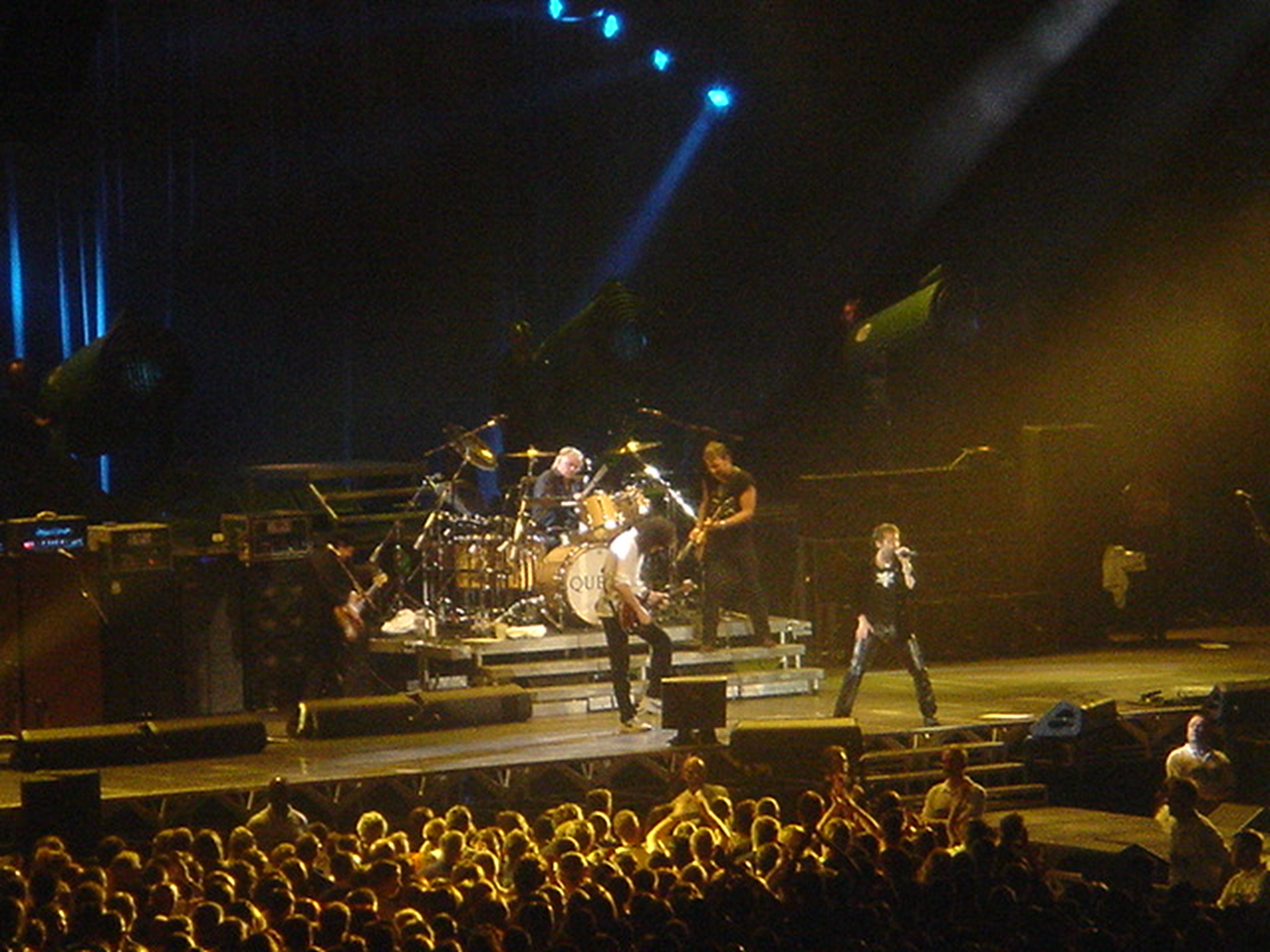
«Queen + Пол Роджерс» під час туру 2005 року

Типовий список пісень гастролей переважно був зосереджений на найвідоміших хітах «Queen», як-от «Crazy Little Thing Called Love», «We Will Rock You», «We Are the Champions» і «Bohemian Rhapsody». В інтерв'ю, опублікованому в San Jose Mercury News, Роджерс сказав, що однією піснею, яку вони не зможуть зіграти під час туру, була «Killer Queen» через те що, що «мелодії надто на місці». Типовий список пісень також включав деякі пісні з бек-каталогів гуртів «Free» і «Bad Company», такі як «All Right Now», «Wishing Well», «Feel Like Making Love» і «Bad Company». Мей і Тейлор виконали кілька пісень. Мей: «Hammer to Fall» (тільки перша частина), «Love of My Life», «'39» (у якій він виконував головний вокал в оригінальній студійній версії). Тейлор: «Radio Ga Ga» (обидва куплета і перші два приспіви), «These Are the Days of Our Lives», «Say It's Not True» (нова пісня) і «I'm in Love with My Car» (у якій він також виконував головний вокал в оригінальній студійній версії). Тейлор часто залишав ударну установку (за винятком «I'm in Love with My Car»), у той час як драм-машина грала у «Radio Ga Ga» і «These Are The Days Of Our Lives». Під час виконання «Say It's Not True» йому акомпанували допоміжні учасники гурту Міранда і Мозес, які обидва грали на акустичних гітарах (за винятком концерту 46664, на якому Тейлору акомпанували Мей і Мозес — це був єдиний раз, коли Мей грав на гітарі у цій пісні під час туру).
На додаток до добре відомих улюблених пісень і хітів, до списку пісень ввійшло кілька випадкових «несподіваних» доповнень, зокрема: «I Was Born to Love You» (тільки для Японії), «Imagine» (кавер-версія пісні Джона Леннона, тільки у Гайд-парку), «Teo Torriatte» (тільки для Японії), «Too Much Love Will Kill You» (з Кеті Мелуа, тільки для Південної Африки), «Long Away» (тільки для вибраних виступів), «Tavaszi Szel» (тільки у Будапешті) і «Let There Be Drums» (кавер-версія пісні Сенді Нельсона на більшості концертів). Пісню «Sunshine Of Your Love» зіграли в Ньюкаслі як данину концерту-зустрічі гурту «Cream» в Лондоні, який тривав у той же час (3 травня). Мей була присутній на виступі гурту «Cream» 2 травня, що, можливо, надихнуло його на це. Гурт також додав пісню «Dragon Attack» до низки концертів північноамериканського туру 2006 року.
За європейським турне проєкту «Queen + Пол Роджерс» відбулася серія виступів восени 2005 року, в таких різноманітних місцях, як Аруба, Японія і США. Слеш, провідний гітарист гурту «Guns N' Roses» і раніше «Velvet Revolver», приєднався до гурту під час виступу на легендарному Hollywood Bowl, другому з двох концертів у Північній Америці (22 жовтня 2005 року).
На початку 2006 року «Queen + Пол Роджерс» провели 23-х денне турне Північною Америкою. Тур розпочався на American Airlines Arena в Маямі (перший виступ у Флориді з 1978 року, перший офіційний тур по США з 1982 року) і закінчився аншлаговим виступом у Ванкувері, Канада (де вони також виконали пісню Джимі Хендрікса «Red House» — єдине виконання цієї пісні під час туру).

## The Cosmos Rocks(2006—2008)
15 серпня 2006 року Мей через свій вебсайт і фан-клуб підтвердив, що «Queen + Пол Роджерс» почнуть випускати перший студійний альбом в жовтні, який буде записано в «секретному місці». Альбом «The Cosmos Rocks» вийшов в Європейському Союзі 12 вересня 2008 року і в США 28 жовтня 2008 року. Це був шістнадцятий студійний альбом «Queen» і перший альбом після «Made in Heaven»1995 року.
Пізніше Мей згадував: «Ми витратили величезну кількість часу, записуючи цей альбом з Полом Роджерсом, переживаючи досить багато болю, і я не думаю, що це хоч якось вплинуло на громадську свідомість. Тому я був би обережний у записі гурту Queen без Фредді».

## Rock the Cosmos Tour(2008)
27 червня 2008 «Queen + Пол Роджерс» виступили в Гайд-парку в Лондоні на святкуванні 90-річчя Нельсона Мандели. Виступ охопив збірку пісень «One Vision», «Tie Your Mother Down», «The Show Must Go On», «We Will Rock You», «We Are the Champions» і «All Right Now». Далі гурт вирушив у тур «Rock the Cosmos», який відкрився 12 вересня благодійним концертом в Харкові, Україна, для понад 350 000 глядачів. Потім турне переїхало в Росію, а потім продовжилося Європою. Концерт в Україні пізніше було знято для фільму до Всесвітнього дня боротьби зі СНІДом, а потім вийшов на DVD «Live in Ukraine». Цей тур охопив рідкісний виступ з піснею «Las Palabras de Amor» і перший в історії живий виступ з піснею «Bijou».

## Припинення співпраці
Напередодні літнього туру з возз'єднанню з «Bad Company» Пол Роджерс сказав Billboard.com, що співпраця між «Queen» і ним, по суті, закінчилася без ворожнечі. «Зараз ми нічого не плануємо» — сказав Роджерс. «Моя домовленість з („квінівцями“ Браяном Меєм і Роджером Тейлором) була схожа на мою домовленість з Джиммі (Пейджем) в „The Firm“ в тому сенсі, що вона ніколи не була постійною. Я думаю, що ми домоглися величезного успіху, насправді. Ми дали два світових тури і пару живих записів, і… створили студійний альбом[…], який був досить історичним для („квінівців“ Браяна Мея і Роджера Тейлора), тому що вони, насправді, ні з ким не заходили до студії і не записували щось подібне протягом дуже тривалого часу. Так що це було великим досягненням, я думаю.»
Однак Роджерс не виключає можливості спільної роботи. «Це свого роду відкрита книга, насправді. Якщо вони звернуться до мене, щоб створити щось для благодійності, наприклад, або щось подібне… Я б дуже хотів це зробити, звичайно».

## Можливе возз'єднання
У травні 2011 року вокаліст гурту «Jane's Addiction» Перрі Фаррелл зазначив, що «Queen» нині[коли?] шукають його колишнього і нинішнього концертного басиста Кріса Чейні, щоб приєднати його до гурту. Фаррелл сказав: «Я повинен тримати Кріса подалі від Queen, який хоче його, і вони не отримають його, якщо ми нічого не зробимо. Тоді вони зможуть забрати його».
У тому ж місяці Роджерс заявив, що в найближчому майбутньому він знову зможе гастролювати з «Queen», ствердивши, що йому подобається співпраця і, можливо, він незабаром знову буде працювати з ними. Проте, 3 червня Браян Мей спростував чутки про возз'єднання, заявивши: «Немає жодних розмов про це».
У квітні 2012 року Пол Роджерс припустив, що в майбутньому у них буде кілька концертів.

## Інші виступи
«Queen + Пол Роджерс» виступили на церемонії вшанування рок-гуртів VH1 Rock Honors у 2006 році, виконавши «The Show Must Go On», «We Will Rock You» (з Дейвом Гролом і Тейлором Хокінсом на ударних), «We Are The Champions» і «Under Pressure». «Queen + Пол Роджерс» з'явилися на телешоу «Al Murray's Happy Hour» в квітні 2008 року виконуючи пісню «C-lebrity» вперше з їхнього дебютного альбому «The Cosmos Rocks».
«Queen + Пол Роджерс» з'являються в альбомі Емінема «Relapse» 2009 року. Пісня «Beautiful» містить семпл піні «Reaching Out», яка використовувалася проєктом «Queen + Пол Роджерс» як відкриття концертів під час туру 2005—2006 років. «Reaching Out» була спочатку випущена як благодійний сингл «Rock Therapy», гурт, до якого входив як Мей, так і Роджерс.

## Медіа-релізи
«Queen + Пол Роджерс» випустили сингл для Всесвітнього дня боротьби зі СНІДом 1 грудня 2007 року. Пісня «Say It's Not True», написана Роджером Тейлором, вперше була доступна для безкоштовного завантаження 30 листопада, а згодом вийшла у вигляді відповідного CD-синглу 31 грудня.
Раніше «Queen + Пол Роджерс» випустили концертний диск «Return of the Champions» і DVD з такою ж назвою. Обидва містили записи з їх концерту в Шеффілді на Hallam FM Arena 9 травня 2005 року. На DVD також була кавер-версія пісні «Imagine» Джона Леннона з Гайд-парку. Також вийшов сингл «Reaching Out»/«Tie Your Mother Down»/«Fat Bottomed Girls». Крім того, випустили американське промо з двома треками, взятими з італійського етапу європейського турне, з деякими копіями «Return of the Champions».
Існують записи з магнітофону-приставки всіх європейських концертів, крім тих, що відбувалися в Ірландії і Швеції. Концерти в Шеффілді, Лісабоні, Гайд-парку і, можливо, в Будапешті, були зняті професійно. Токійський виступ 26 жовтня 2005 року теж було професійно знято і показано по телебаченню, а потім випущено на DVD суто в Японії в квітні 2006 року під назвою «Super Live in Japan». Багато треків записаних з магнітофонів-приставок були доступні для скачування на офіційному сайті «Queen», для цього продавалися порожні компакт-диски «Q+PR» для запису цих треків.
Існує також багато бутлегів майже всіх виступів туру 2005—2006 років на аудіо і деяких відео.

## Дискографія

### Студійні альбоми
| 2008                                                     | The Cosmos Rocks - Реліз: вересень, 2008 - Лейбл: EMI | 5 | 49 | 11 | 28 | 4 | 8 | — | 24 | 5 | 47 | Велика Британія: срібло |
| «—» означає, що альбом не потрапив до чарту у цій країні |                                                       |   |    |    |    |   |   |   |    |   |    |                         |

### Концертні альбоми
| Рік  | Альбом                                                                  | Позиція | Позиція | Позиція | Позиція | Позиція | Позиція | Позиція | Сертифікації |
| Рік  | Альбом                                                                  | UK      | AUT     | FRA     | GER     | NL      | SWI     | US      | Сертифікації |
| ---- | ----------------------------------------------------------------------- | ------- | ------- | ------- | ------- | ------- | ------- | ------- | ------------ |
| 2005 | Return of the Champions - Реліз: жовтень 2005 - Лейбл: Parlophone       | 12      | 19      | 80      | 13      | 19      | 42      | 84      |              |
| 2006 | Super Live in Japan - Реліз: червень, 2006 (тільки Японія) - Лейбл: EMI | N/A     | —       | —       | —       | —       | —       | N/A     |              |
| 2009 | Live in Ukraine - Реліз: 15 червня 2009 (CD+DVD) - Лейбл: Parlophone    | —       | 65      | 171     | 43      | 49      | —       | —       |              |

### Сингли
| Рік  | Сингл                             | Позиція | Позиція | Позиція | Позиція | Позиція | Позиція | Позиція | Альбом                  |
| Рік  | Сингл                             | UK      | AUT     | FRA     | GER     | NL      | SWI     | US      | Альбом                  |
| ---- | --------------------------------- | ------- | ------- | ------- | ------- | ------- | ------- | ------- | ----------------------- |
| 2005 | Reaching Out/Tie Your Mother Down | —       | —       | —       | —       | 27      | 22      | —       | Return of the Champions |
| 2007 | Say It's Not True                 | 90      | —       | 75      | 82      | 62      | —       | —       | The Cosmos Rocks        |
| 2008 | C-lebrity                         | 33      | —       | 96      | 67      | 50      | —       | —       | The Cosmos Rocks        |

Промо-сингли
| Рік  | Сингл                                 | Альбом                 |
| ---- | ------------------------------------- | ---------------------- |
| 2005 | Live from Italy                       | неальбомний сингл      |
| 2005 | We Will Rock You/We Are the Champions | Return of the Champion |
| 2008 | We Believe                            | The Cosmos Rocks       |
| 2008 | Call Me                               | The Cosmos Rocks       |

### Відеографія
| Рік  | Альбом                                                                  | Позиція | Позиція | Сертифікація |
| Рік  | Альбом                                                                  | US      | UK      | Сертифікація |
| ---- | ----------------------------------------------------------------------- | ------- | ------- | ------------ |
| 2005 | Return of the Champions - Реліз: жовтень, 2005 - Лейбл: Parlophone      | —       | 1       |              |
| 2006 | Super Live in Japan - Реліз: червень, 2006 (тільки Японія) - Лейбл: EMI | —       | N/A     |              |
| 2009 | Live in Ukraine - Реліз: 15 червня 2009 (CD & DVD) - Лейбл: Parlophone  | —       | 2       |              |